# Orazio Capuana Yaluna
Orazio Capuana Yaluna (Mineo, 1º marzo 1612 – Mineo, 1691) è stato un poeta italiano.
È stato un poeta in Lingua siciliana e un diplomatico del Regno di Sicilia del XVII secolo.

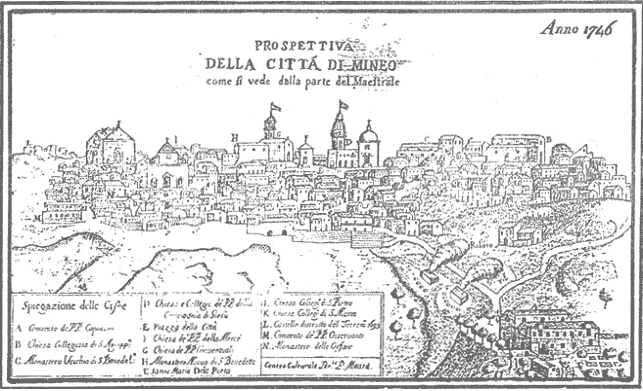
Mineo in una stampa del 1746

## Biografia
Don Orazio Capuana nacque il primo marzo del 1612 dal dottore in ambo le leggi don Giuseppe Capuana e da donna Donata Yaluna. Abile diplomatico, si mise al servizio del re Filippo IV. Durante i tumulti napoletani del luglio 1647, la rivolta capeggiata da Masaniello, “rese parecchi delicati servizi alla corona”. La gratitudine del sovrano si concretizzò con al concessione in feudo del castello regio di Mineo, del titolo di Barone e della considerevole cifra di mille ducati. Di questi riconoscimenti si conserva un diploma reale inviato da Madrid al Viceré di Sicilia in data 21 gennaio 1660.
Don Horacio Capuana ricoprì l'incarico a partire dal 1666. Si conserva un atto notarile del 13 novembre 1667,  dal quale si evince che il poeta e la moglie, donna Lucenzia Soldano (Sudano), fondarono due cappellanie con messa settimanale presso le chiese di Santa Maria  (ogni sabato davanti all'altare dell'Assunzione, officiante don Gian Battista Soldano) e di San Pietro (ogni venerdì presso l'altare del Cristo alla Colonna, officiante Antonino Lo Reo fu Salvatore). Rimasto vedovo nel 1669, il 25 agosto, si risposò con Lucrezia Limoli, figlia dei defunti Antonio Maria Limoli e donna Girolama Guttadauro.
Corrado Tamburino Merlini lo dice poeta profondo "ne' suoi concetti e di belle idee". Alcune sue canzoni sono riportate in appendice delle due edizioni a stampa settecentesche delle poesie di Paolo Maura: Ferrer (Palermo, 1758) e Trentu (Caltagirone, 1759) che in questo libretto sono riportate. Malgrado l'augurio di Corrado Tamburino Merlini, delle tante opere scritte nessun'altra ci è giunta.

## Opere
Orazio Capuana Yaluna scrisse soprattutto in lingua siciliana. La forma che predilesse fu l'ottava siciliana, del poeta se ne tramandano circa settanta (Canzuni).

## Edizioni a stampa
Una piccola silloge delle poesie del Capuana Yaluna fu pubblicata a Palermo nel 1758 ad opera dell'editore Emanuele Ferrer in Canzuni Siciliani di D. Paulu Maura, di la cità di Mineu. Cu n'appendici di pochi canzuni di Oraziu Capuana Baruni di lu Casteddu Reggiu di la stissa cità.
La seconda edizione vide la luce nel 1759 a Caltagirone, ad opera dell'editore Simone Trento con il titolo: Li veri Canzuni, ccu la Pigghiata, e na divota cumposizioni italiana supra l'Ave Maria di D. Paulu Maura Celibri Pueta di la Cità di Miniu. Una ccu alcun' autri Sinceri Canzuni di Oraziu Capuana Baruni di lu Reggiu Casteddu di la stissa Cità.
Quest'ultima edizione ci è giunta mutila; ma presso [la biblioteca comunale di Caltagirone] se ne conserva una copia manoscritta integra risalente con tutta probabilità ai primi del XIX secolo (Manoscritto Randazzini).